# Felix Platter

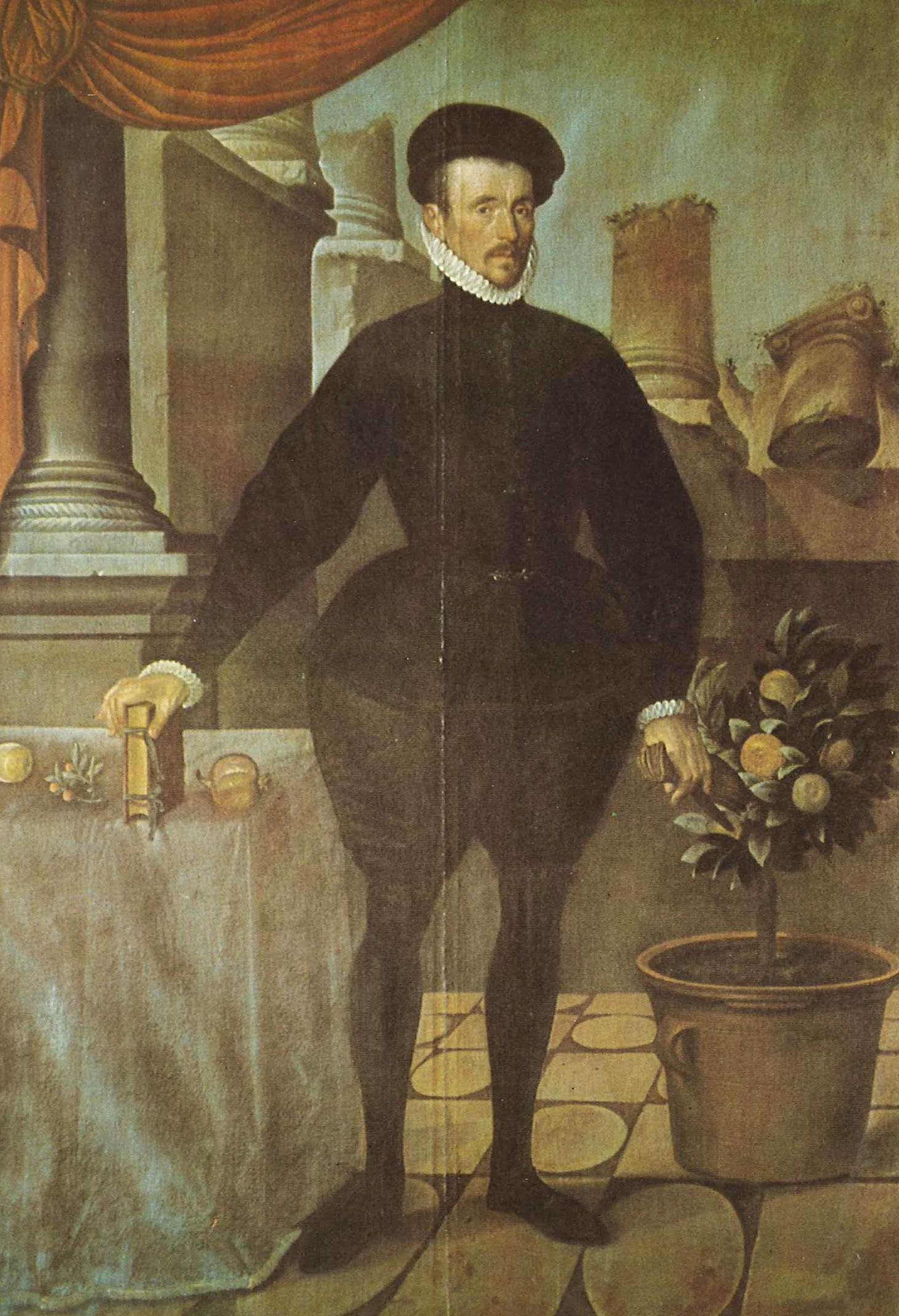
Felix Platter na obrazie Hansa Bocka starszego

Felix Platter (Platerus) (ur. 28 października 1536 w Bazylei, zm. 28 lipca 1614 tamże) – szwajcarski lekarz i pisarz.
Był synem drukarza, Thomasa Plattera, i Anny Dietschi. Po otrzymaniu klasycznego wykształcenia rozpoczął studia medyczne w Montpellier w 1552 roku i zdobył stopień bakałarza w 1556. Następnie podróżował po Francji i Niemczech, by powrócić do Bazylei, gdzie prowadził prosektorium i został doktorem medycyny w 1557 roku. W następnych latach został lekarzem miejskim, a w zakres jego obowiązków wchodziły nadzór nad zdrowiem publicznym i miejskimi szpitalami.
Był jednym z pionierów anatomii ludzkiej. Zasłynął wykopaniem 31 stycznia 1555 w Montpellier ciał niedawno pochowanej staruszki i dziecka i wykonaniem na miejscu sekcji zwłok. Do innych osiągnięć w dziedzinie medycyny należały utworzenie klasyfikacji chorób psychiatrycznych i opisanie kretynizmu.